# Episodi di Lost (seconda stagione)
La seconda stagione della serie televisiva Lost è stata trasmessa per la prima volta negli Stati Uniti dall'emittente ABC dal 21 settembre 2005 al 24 maggio 2006.
In Italia è stata trasmessa in prima visione dal canale satellitare Fox dal 18 settembre al 4 dicembre 2006 e in chiaro da Rai 2 dal 13 febbraio al 1º maggio 2007. In Svizzera è stata trasmessa dal 10 dicembre 2006 all'11 febbraio 2007 sulla RSI.
| nº | Titolo originale             | Titolo italiano                | Prima TV USA      | Prima TV Italia   |
| -- | ---------------------------- | ------------------------------ | ----------------- | ----------------- |
| 1  | Man of Science, Man of Faith | Uomo di scienza, uomo di fede  | 21 settembre 2005 | 18 settembre 2006 |
| 2  | Adrift                       | Alla deriva                    | 28 settembre 2005 | 18 settembre 2006 |
| 3  | Orientation                  | Orientamento                   | 5 ottobre 2005    | 25 settembre 2006 |
| 4  | Everybody Hates Hugo         | Tutti odiano Hugo              | 12 ottobre 2005   | 25 settembre 2006 |
| 5  | …And Found                   | Oggetti smarriti               | 19 ottobre 2005   | 2 ottobre 2006    |
| 6  | Abandoned                    | Abbandono                      | 9 novembre 2005   | 2 ottobre 2006    |
| 7  | The Other 48 Days            | Gli altri 48 giorni            | 16 novembre 2005  | 9 ottobre 2006    |
| 8  | Collision                    | Ritrovarsi                     | 23 novembre 2005  | 9 ottobre 2006    |
| 9  | What Kate Did                | Storia di Kate                 | 30 novembre 2005  | 16 ottobre 2006   |
| 10 | The 23rd Psalm               | Il salmo 23                    | 11 gennaio 2006   | 16 ottobre 2006   |
| 11 | The Hunting Party            | Linea di confine               | 18 gennaio 2006   | 23 ottobre 2006   |
| 12 | Fire + Water                 | Fuoco e acqua                  | 25 gennaio 2006   | 23 ottobre 2006   |
| 13 | The Long Con                 | Il lupo                        | 8 febbraio 2006   | 30 ottobre 2006   |
| 14 | One of Them                  | Uno degli altri                | 15 febbraio 2006  | 30 ottobre 2006   |
| 15 | Maternity Leave              | Maternità                      | 1º marzo 2006     | 6 novembre 2006   |
| 16 | The Whole Truth              | Tutta la verità                | 22 marzo 2006     | 6 novembre 2006   |
| 17 | Lockdown                     | Chiusura                       | 29 marzo 2006     | 13 novembre 2006  |
| 18 | Dave                         | Dave                           | 5 aprile 2006     | 13 novembre 2006  |
| 19 | S.O.S.                       | S.O.S.                         | 12 aprile 2006    | 20 novembre 2006  |
| 20 | Two for the Road             | Due per la strada              | 3 maggio 2006     | 20 novembre 2006  |
| 21 | ?                            | ?                              | 10 maggio 2006    | 27 novembre 2006  |
| 22 | Three Minutes                | Tre minuti                     | 17 maggio 2006    | 27 novembre 2006  |
| 23 | Live Together, Die Alone     | Si vive insieme, si muore soli | 24 maggio 2006    | 4 dicembre 2006   |

## Uomo di scienza, uomo di fede
- Titolo originale: Man of Science, Man of Faith
- Diretto da: Jack Bender
- Scritto da: Damon Lindelof
- Episodio dedicato a: Jack

### Trama
Un uomo (interpretato da Henry Ian Cusick) che sta dormendo su una branda, viene svegliato dal suono di un allarme. Si alza in piedi e si avvia verso un microcomputer dall'aspetto vecchio, risalente probabilmente agli anni settanta. Inserisce velocemente un codice in esso e l'allarme smette di suonare, mentre un timer viene resettato a 108 minuti. Poi, inizia la sua giornata lavandosi, facendo ginnastica e colazione in quello che sembra un appartamento degli anni sessanta e accende un giradischi che riproduce il singolo di Mama Cass, Make Your Own Kind of Music, del 1969. Viene nuovamente allertato da un'esplosione. Prende perciò un fucile Simonov SKS da un'armeria e guarda attraverso una telecamera puntata su un tunnel verticale. In superficie, vi sono Jack Shephard e John Locke.
Jack, John, Kate e Hugo, intanto, discutono sul da farsi ora che la botola è stata fatta esplodere. Jack, convinto sia meglio per loro scendere solo all'alba del giorno seguente, torna alle grotte, dopo che Kate gli ha fatto notare come sul retro della botola vi sia la scritta Quarantena.
In un flashback, Jack riceve al pronto soccorso del suo ospedale una donna, Sarah, vittima di un terribile incidente stradale, che sarà poi la sua futura moglie.
Sull'isola, Shannon, insieme a Sayid, cerca Vincent, il labrador affidatole da Walt. Dopo essersi separati, Shannon, ora da sola, vede in un'allucinazione lo stesso Walt, sanguinante, che cerca di parlarle. Intanto Hugo, di ritorno dalla botola, parla con Jack dei numeri (4 8 15 16 23 42) scritti su un fianco della botola e di come essi, secondo lui, portino molta sfortuna. Jack non gli crede e Hugo, deluso dal suo comportamento, commenta la sua scarsa capacità di sostegno al paziente.
Anni prima, Jack riesce a salvare Sarah, ma le comunica che probabilmente non riuscirà più ad avere il controllo delle gambe a causa di un grave danno alla spina dorsale. Christian lo critica per la sua scarsa abilità nel sostegno al paziente.
Jack, Kate, Locke e Hugo tornano alle grotte. Jack spiega ai sopravvissuti come non sia in realtà possibile rifugiarsi all'interno della botola che hanno aperto e racconta della morte del dottor Leslie Arzt, avvenuta nell'ultimo episodio della prima stagione. John dichiara di voler prendere alcuni cavi per calarsi al suo interno e torna indietro accompagnato da Kate.
Flashback: Jack incontra il fidanzato di Sarah, che ha deciso di lasciarla in seguito all'incidente. Sarah, triste, si è già rassegnata al fatto che non potrà più camminare, ma Jack le promette il contrario.
Alle grotte, Kate si cala nel tunnel con l'aiuto di Locke. La donna però, dopo essersi accorta della presenza di qualcosa di strano sul fondo del tunnel, scompare misteriosamente mentre un fascio di luce azzurra viene proiettato fuori dalla botola. Locke scende per cercarla.
Sempre nel passato, Jack una sera si allena facendo tour de stade. Stanco, perde l'equilibrio e cade, facendosi male ad una caviglia. Un uomo di nome Desmond Hume, che si allena nei paraggi, lo soccorre. Racconta a Jack che si sta allenando per partecipare ad una regata intorno al mondo, mentre Jack gli parla di come non sia riuscito a mantenere la promessa fatta a Sarah. Desmond lo consola e gli consiglia di dare alla donna sempre una speranza di farcela. Tornato in ospedale per iniziare il turno, Jack trova Sarah in condizioni decisamente migliori.
Decisosi a seguire Locke, anche Jack si cala nella botola ed esplora il bunker sottostante. All'improvviso però spunta fuori Locke, minacciato da un uomo armato di pistola, che si rivela essere proprio Desmond Hume.

## Alla deriva
- Titolo originale: Adrift
- Diretto da: Stephen Williams
- Scritto da: Steven Maeda e Leonard Dick
- Episodio dedicato a: Michael

### Trama
Dopo che una granata lanciata dagli Altri ha fatto esplodere la zattera sulla quale dovevano scappare e rapito Walt, Sawyer trascina Michael su un relitto e cerca di rianimarlo, dopo che questi era quasi affogato nel gridare al figlio che stava bene. Sull'isola, intanto, Locke si cala nella botola in cerca di Kate, scomparsa misteriosamente in seguito all'accensione di un faro azzurro; arrivato sul fondo, inizia a esplorare le gallerie di quello che sembra un bunker ma è fermato da Desmond, che puntandogli un Simonov SKS gli chiede: "Sei tu lui?".
Sulla zattera, Sawyer cerca di chiamare Jin per cercare di trovarlo. Michael dà la colpa a Sawyer di quello che è successo, e i due cominciano a litigare, ma sono attaccati da uno squalo attirato dalla spalla sanguinante di Sawyer, che decide di andarsene da quella che Michael chiama la "sua" zattera e, con molta fatica e con una spalla sanguinante, raggiunge a nuoto un altro relitto. Nel frattempo Locke risponde di sì, ma Desmond capisce che sta mentendo; lo costringe a legare Kate, a rinchiuderla in un magazzino di prodotti alimentari e a raccontargli chi sono, da dove vengono, come mai si trovano sull'isola e se qualcuno del loro gruppo di sopravvissuti si è ammalato. Locke risponde di no, sorpreso, e mentre lega Kate le passa di nascosto il suo coltello. A quanto pare, Desmond vive all'interno dell'appartamento da molto tempo. Poi scatta un allarme; Desmond porta Locke all'interno di quella che sembra essere una cupola geodetica sotterranea, lo costringe a inserire in un microcomputer i numeri di Hurley sotto dettatura e a premere il tasto EXECUTE: l'allarme cessa e il timer viene resettato a 108 minuti. Si sente la voce di Jack sceso nel bunker alla ricerca di Kate e Locke; Desmond riporta Locke nell'appartamento, mette il brano Make your own kind of music a tutto volume e accende il faro azzurro per spaventare Jack e costringerlo a spingersi dentro alla stanza del microcomputer. Kate intanto scappa attraverso un condotto di aerazione e che porta alla cupola geodetica; arrivata lì vede, attraverso una griglia, Jack e Desmond con due pistole puntate verso Locke.
Nel frattempo, Sawyer e Michael tornano sullo stesso relitto e raggiungono, dopo che quest'ultimo ha ucciso lo squalo con la pistola di Sawyer, uno dei due scafi della zattera. Trasportati dalla corrente, arrivano su una spiaggia dell'isola; Jin esce improvvisamente dalla giungla urlando con le mani legate, i due lo soccorrono e alla parola del coreano "Altri!" alzano lo sguardo e vedono alcune persone, armate, che si dirigono verso di loro.
- Altri interpreti: Henry Ian Cusick (Desmond), Tamara Taylor (Sue), Saul Rubinek (avvocato).

## Orientamento
- Titolo originale: Orientation
- Diretto da: Jack Bender
- Scritto da: Javier Grillo-Marxuach e Craig Wright
- Episodio dedicato a: Locke

### Trama
Un uomo di colore alto, robusto ed armato attacca Michael, Jin e Sawyer ancora prima che essi possano reagire, tramortendoli, e con l'aiuto di altre persone li porta dentro una buca, dove li nascondono. Nel bunker, intanto, Jack e Desmond si affrontano. Locke in un flashback, si ricorda della prima volta in cui incontrò Helen, la sua futura fidanzata, a una seduta di un gruppo per cercare di diminuire la propria rabbia.
Kate continua a percorrere il condotto d'aerazione, e arriva all'armeria del bunker; lì prende un fucile, poi esce e colpisce la schiena di Desmond con il calcio dell'arma. L'uomo cade e dalla sua arma parte un colpo che colpisce in pieno il microcomputer. Desmond è disperato, perché crede che l'apparecchio e il codice che vi si inserisce siano la sola possibilità di salvare il mondo da una catastrofe ogni 108 minuti. Jack gli permette di riparare il computer, ma prima vuole che egli gli racconti la sua storia, e per quale motivo si trova nel bunker. Kate intanto parte per cercare Sayid, unico esperto nel campo di elettronica e telecomunicazioni tra i sopravvissuti. Desmond racconta che circa tre anni prima si trovava su un'imbarcazione nel corso di una regata, il giro del mondo in solitaria, quando è naufragato sull'isola in seguito ad una tempesta; trovato da un uomo di nome Kelvin venne trasportato nel bunker, dove cominciò insieme a quest'ultimo a premere il pulsante. Poi Kelvin è morto e Desmond è rimasto da solo.
Jack non crede all'uomo, e per convincerli Desmond consiglia loro di guardare un filmato presente nella libreria. Locke trova la custodia della pellicola, sulla quale è presente uno strano simbolo ottagonale con un cigno stilizzato al centro e la scritta Orientamento. I due preparano il proiettore e poi guardano il filmato, molto vecchio, danneggiato e nel quale alcune sequenze paiono essere state tagliate: uno scienziato dai tratti orientali, il dott. Marvin Candle, presenta il bunker agli spettatori. Si tratta della terza stazione del Progetto DHARMA (formato da un gruppo di ricercatori che sull'isola pare abbia stabilito un centro di ricerca su larga scala), nota come il Cigno, all'interno della quale due persone si alternano in un turno di 540 giorni, nel corso del quale dovranno passare le proprie giornate immettendo un codice (i numeri 4 8 15 16 23 42) ogni 108 minuti. Jack è arrabbiato, confuso e turbato dal fatto che abbia rincontrato Desmond e trova assurdo ciò che sta accadendo.
Intanto una donna viene fatta scendere nella stessa fossa in cui si trovano Michael, Jin e Sawyer. Si chiama Ana Lucia Cortez, e si trovava nella sezione di coda del volo Oceanic Airlines 815, che è precipitata nell'oceano; Sawyer le dice che ha deciso di attaccare l'uomo, appena egli verrà a trovarli, con la pistola che porta nascosta con sé.
In un flashback, Locke ricorda della sua storia con Helen e del conflitto con il padre, che dopo aver usufruito di un trapianto renale da parte del figlio lo ha abbandonato; Helen lo aiuta a superare il trauma, a patto che però John non vada più in cerca di suo padre e provi a dimenticarlo.
Nel frattempo Jack litiga con Locke e si allontana dalla stazione. Arrivano Kate e Sayid, che inizia a riparare il computer dopo il fallito tentativo di Desmond. In un colpo di scena, Ana Lucia ruba la pistola a Sawyer e viene fatta uscire dalla fossa dall'uomo di colore, che le chiede se abbia scoperto chi siano: ella è dunque una loro complice. Intanto Desmond corre nella giungla inseguito da Jack, che lo raggiunge e lo minaccia con una pistola. Desmond ora si ricorda di Jack, e gli chiede come stia la ragazza di cui gli aveva parlato anni prima a Los Angeles. Jack, in lacrime, gli risponde che ora non è più sposata con lui. Desmond lo saluta, riprende il suo zaino e si allontana, correndo nella giungla. Jack torna al bunker, dove Sayid ha riparato il computer; inserisce il codice e il conto alla rovescia viene resettato. Locke si propone per iniziare per primo il turno al bunker per inserire il codice, così come consigliato dal filmato d'orientamento.
- Altri interpreti: Kevin Tighe (Eddie), Henry Ian Cusick (Desmond), Katey Sagal (Elen), Curtis Jackson (guardia), Michael Lanzo, Jeanne Rogers (psicologa), Roxie Sarhangi (Franci).

## Tutti odiano Hugo
- Titolo originale: Everybody Hates Hugo
- Diretto da: Alan Taylor
- Scritto da: Edward Kitsis e Adam Horowitz
- Episodio dedicato a: Hurley

### Trama
Hurley si addormenta durante il suo turno al computer al Cigno. Sogna di trovarsi nella dispensa del bunker e di divorare le scorte del progetto DHARMA. Viene poi chiamato da Jin, con il quale si accorge di parlare in coreano, che gli dice che tutto sta per cambiare. Svegliato da Kate, inserisce i numeri e il conto alla rovescia ricomincia. Intanto, l'uomo di colore e Ana Lucia aprono la fossa e fanno uscire Michael e Jin, mentre Sawyer si rifiuta di farlo e viene lasciato lì.
In un flashback, Hurley si ricorda del momento in cui vinse alla lotteria 156 milioni di dollari. Viene poi chiamato da Charlie, che con in braccio Aaron gli chiede che cosa si trovi sotto alla botola. Hurley si reca da Rose e la conduce alla botola, mostrandole il contenuto del bunker e con lei inizia a fare l'inventario della dispensa. Intanto Claire, passeggiando sulla spiaggia ritrova una bottiglia; è la stessa che era stata consegnata ai passeggeri della zattera prima di partire, e a quanto pare deve essere successo loro qualcosa.
In un flashback, dopo aver vinto alla lotteria 156 milioni di dollari, Hugo si licenzia dal fast food dove lavora e passa un po' di tempo insieme al suo migliore amico Johnny, senza però parlargli della vincita.
Charlie segue Locke perché, stufo di essere lasciato in disparte, vuole delle risposte su ciò che sta accadendo e da cui è tenuto completamente all'oscuro. Sayid cerca di aprire una porta sulla parete da cui proviene un forte campo elettromagnetico, ma dietro la quale si scoprono esserci
solo diverse tonnellate di cemento; propone quindi a Jack di passare dalle fondamenta del bunker per arrivare a un luogo da cui provengono rumori di una macchina in funzione. Nel frattempo Jin, Michael e Sawyer sono liberati e condotti in un'altra stazione DHARMA, la Freccia, dove si trovano altri sopravvissuti della sezione di coda del volo 815, di cui fanno parte anche Ana Lucia e Mr. Eko, l'uomo di colore. Un uomo, Bernard chiede ai tre notizie di sua moglie Rose, seduta nella sezione centrale dell'aereo al momento dello schianto.
Claire comunica a Sun il suo ritrovamento della bottiglia sulla spiaggia e quest'ultima la sotterra decisa a nascondere la verità agli altri, temendo che il marito possa essere morto. Hurley intanto non riesce a gestire il cibo della DHARMA all'interno del bunker e così, dopo aver preso in considerazione l'idea di farlo saltare in aria, una sera decide di distribuirlo equamente fra tutti.
- Altri interpreti: L. Scott Caldwell (Rose), Sam Anderson (Bernand), Lillian Hurst (madre di Hugo), Marguerite Moreau, DJ Qualls (Johnny), Billy Ray Gallion (Rendy), Kimberley Joseph, Raj K. Bose (uomo travestito).

## Oggetti smarriti
- Titolo originale: …And Found
- Diretto da: Stephen Williams
- Scritto da: Damon Lindelof e Carlton Cuse
- Episodio dedicato a: Jin e Sun

### Trama
A Seul, in Corea del Sud, una giovane Sun si sta preparando per incontrare il suo futuro marito, Jae Lee, scelto dai genitori della ragazza. Jin è intanto intento a prepararsi per un colloquio di lavoro col direttore di un famoso albergo del centro.
Sull'isola, Jin, Sawyer e Michael lasciano la Freccia coi sopravvissuti della sezione di coda dell'aereo per aiutarli a cercare cibo e acqua; Jin si propone per pescare, con successo. Sun intanto è al campo dei sopravvissuti della sezione centrale, e non riesce più a trovare la sua fede nuziale; si fa aiutare da Jack per cercarla.
A Seul, Jin è stato assunto come portiere al Seul Gateway, uno dei migliori alberghi del paese, dove inizia a lavorare immediatamente; non può richiedere né aumenti né permessi, e non può tantomeno lasciare entrare all'interno della struttura gente del suo rango.
Michael non è d'accordo a essere trattenuto con i sopravvissuti della sezione di coda, e scappa per andare a cercare Walt; l'uomo di colore, Mr. Eko, decide di seguirlo per aiutarlo insieme a Jin, seppur contro la volontà di Ana Lucia, che li vorrebbe tutti al suo comando. Sun è disperata per aver perduto l'ultima cosa che la legava al marito, e distrugge il suo orto sradicandone tutte le piante. Locke la vede e la consola.
Anni prima, Jae Lee e Sun si piacciono e continuano a vedersi. I due si danno appuntamento sempre al Seul Gateway, dove Jin presta all'uomo il fiore che porta sul petto. Sun è innamorata, ma Jae Lee dimostra di non provare lo stesso per lei, in quanto le confessa che sposerà una donna americana che ha conosciuto tempo prima. Sun, ferita, lo ringrazia per il pranzo e lo lascia, triste.
Jin e Mr. Eko, sull'isola, vedono alcuni degli Altri che camminano nella giungla; uno di loro ha un orsacchiotto con sé. Intanto Sun è alla spiaggia e parla con Kate: le confessa che, probabilmente, il vero motivo per il quale è turbata riguarda il ritrovamento della bottiglia con i messaggi. Jin e Mr. Eko ritrovano Michael nei pressi di una cascata, e lo convincono a desistere dalla sua ricerca e a tornare con loro. Kate e Sun raggiungono l'orto dove quest'ultima ha seppellito la bottiglia con i messaggi; Kate le dice che non è nemmeno riuscita a salutare Sawyer prima che partisse, e Sun ritrova l'anello, che aveva perso mentre scavava a mani nude per seppellire la bottiglia.
A Seul, Jin si licenzia dopo le lamentele rivoltegli dal direttore per aver fatto entrare nell'albergo un uomo povero il cui figlio doveva andare in bagno. Camminando lungo il fiume Jin urta per sbaglio Sun, e i due si incontrano per la prima volta.
- Altri interpreti: Sam Anderson (Bernand), Tony Lee (amico di Jin), June Kyoko Lu (madre di Sue), Kimberley Joseph (superstite), Rain Chung (direttore), Kim Kim, Robert Dahey, Josiah D. Lee, Tomiko Okhee Lee.

## Abbandono
- Titolo originale: Abandoned
- Diretto da: Adam Davidson
- Scritto da: Elizabeth Sarnoff
- Episodio dedicato a: Shannon

È sera. Sulla spiaggia Sayid fa una sorpresa a Shannon preparandole una tenda tutta per loro, dove fanno l'amore; egli lascia poi la ragazza sola nella tenda per andare a prendere dell'acqua. A Shannon appare Walt grondante d'acqua, che le sussurra parole incomprensibili.
Il gruppo guidato da Ana Lucia si accampa per riposare, ma Jin, Michael e Mr. Eko li raggiungono e li avvertono di mettersi in marcia subito, perché gli "Altri" sono vicini.
Shannon spaventata racconta tutto a Sayid, che non le crede; i due litigano, e Shannon lascia la tenda che Sayid ha costruito. In un flashback di Shannon la si vede mentre insegna felice a Los Angeles in una scuola di danza classica, quando riceve la telefonata della sua matrigna Sabrina (la madre di Boone), che la informa dell'incidente di suo padre. All'ospedale non riescono a far nulla per le gravi condizioni in cui il padre versa e infine muore; Shannon rimane così sola.
Ana Lucia e il suo gruppo hanno camminato tutta la notte. È mattina, e le condizioni della spalla di Sawyer peggiorano sempre di più.
Shannon decide di andare con Vincent alla capanna di Michael e Walt; ha intenzione di far fiutare a Vincent l'odore del ragazzo per farglielo scovare, perché è convinta che egli sia lì sull'isola da qualche parte. Vincent scappa e corre nella giungla.
Claire ha problemi con il bambino che non vuole dormire, e John le corre in soccorso e le insegna come fasciarlo; ella si confida poi con Locke, raccontandogli delle troppe premure che ha Charlie nei loro confronti. Nella conversazione salta fuori il fatto che Charlie ha nello zaino una statua della vergine Maria.
Vincent porta Shannon fino alla tomba di Boone, dove ella si ferma e ricorda. Dopo la morte del padre di Shannon, Boone torna da New York per il funerale del patrigno, e Shannon lo avvisa che se verrà accettata nella compagnia di danza anche lei si trasferirà in quella città; ma appena le arriva la lettera, la matrigna Sabrina le toglie tutto il denaro dell'eredità e la lascia sola. Boone lascia New York, perché la madre gli offre un lavoro a Los Angeles: tutti i sogni di Shannon di diventare una grande ballerina si infrangono duramente.
Mr. Eko decide di cambiare strada e di passare all'interno della foresta che, seppur più pericolosa, è il modo più veloce per raggiungere Jack alla spiaggia, e dare al più presto le giuste cure a Sawyer.
Charlie inizia ad essere geloso di Aaron con John.
Sawyer sta così male che perde conoscenza per via dell'infezione alla spalla; Michael e gli altri sono costretti a portarlo con una lettiga costruita con le liane.
Sayid raggiunge Shannon; cerca di convincerla che ha avuto un'allucinazione, ma lei scappa e va a cercare di nuovo Walt.
Il gruppo di Ana Lucia trasporta Sawyer su per le montagne con molta difficoltà, fino a quando notano che Cindy è scomparsa, probabilmente rapita dagli Altri; si sentono degli strani rumori e sussurri, e il panico scoppia nel gruppo. Ana Lucia sfodera la pistola pronta per colpire il nemico. Comincia a piovere.
Sayid segue Shannon; comincia a piovere a dirotto e, quando egli la raggiunge, entrambi vedono Walt, che suggerisce loro di non fare rumore e poi corre via. Shannon non ascolta né Walt né Sayid, e insegue il bambino scomparendo nella foresta. Si sente uno sparo; Sayid corre e trova Shannon con un colpo nel petto, morta. Alza lo sguardo e vede Ana Lucia con la pistola ancora fumante.
- Special guest star: Ian Somerhalder (Boone Carlyle).

## Gli altri 48 giorni
- Titolo originale: The Other 48 Days
- Diretto da: Eric Laneuville
- Scritto da: Damon Lindelof e Carlton Cuse
- Episodio dedicato a: Ana Lucia, Mr. Eko, Libby, Bernard e Cindy

### Trama
La coda dell'aereo del volo Oceanic 815 precipita violentemente nell'oceano vicino all'isola. Ana Lucia, raggiunta la riva, con l'aiuto di Mr. Eko comincia ad aiutare gli altri sopravvissuti a raggiungere la riva. Si contano in totale 17 sopravvissuti, uno dei quali morirà il quinto giorno per un'infezione alla gamba.
Durante la notte, il gruppo subisce un attacco da due sconosciuti provenienti dalla foresta, sventato da Mr. Eko che uccide entrambi gli aggressori con una pietra. In seguito a questo episodio, l'uomo non proferirà più parola con nessuno.
Il gruppo, spaventato, è indeciso sul da farsi. Nathan, uno di loro, propone di rimanere vicino alla riva e di non addentrarsi nella foresta, anche se Ana Lucia si mostra contraria.
La notte del dodicesimo giorno, qualcuno degli Altri torna e trascina nella foresta 9 persone. Ana Lucia uccide una di loro, ma non riesce ad impedire la fuga degli aggressori.
Rimasti in 7, il gruppo decide di spingersi all'interno della foresta, sino ad accamparsi vicino ad una fonte sotto proposta di Nathan. Ana Lucia comincia a sospettare che vi sia un infiltrato tra di loro, e il diciannovesimo giorno rinchiude in una fossa da lei scavata Nathan, convinta che sia uno degli Altri. Il ventitreesimo giorno il gruppo trova però la buca vuota. Convinti che gli Altri li abbiano trovati, ricominciano a muoversi nella foresta.
Il ventisettesimo giorno si imbattono in un bunker in mezzo agli alberi, La Freccia, all'interno del quale trovano una radio. Per poterla usare, Goodwin propone di andare da solo oltre le colline che bloccano il segnale. Ana Lucia, che comincia ad avere sospetti sulla vera identità dell'uomo, lo costringe a farsi accompagnare da lei. Arrivati quasi in cima ad una collina, Ana riesce con varie domande a smascherare Goodwin. L'uomo, infatti, è un infiltrato e non è mai stato sull'aereo. I due cominciano un combattimento, che si conclude con la morte di Goodwin, trafitto da un bastone appuntito che Ana ha usato per difendersi. La ragazza torna dal gruppo senza continuare la salita, comunicando che ora sono al sicuro.
Il quarantunesimo giorno Bernard capta per caso una voce dalla radio: è Boone, dall'altra parte dell'isola, che chiede aiuto dalla radio trovata da lui e Locke sul vecchio aereo nella foresta. Ana, però, convinta che si tratti degli Altri, toglie di mano la radio a Bernard e la spegne. Più tardi Mr. Eko trova la ragazza piangere in riva ad un fiume. Dopo quaranta giorni di silenzio, l'uomo le parla, dicendole che tutto andrà bene, e la abbraccia.
Il quarantacinquesimo giorno Cindy e Libby (due ragazze del gruppo) trovano Jin privo di sensi sulla spiaggia. Il gruppo quindi lo lega ad un palo e lo interroga, ma ovviamente il ragazzo non capisce una parola di quello che gli chiedono. Successivamente riesce a liberarsi e a scappare, raggiungendo alla spiaggia Sawyer e Michael, appena rinvenuti. Verranno però colpiti con un bastone da Mr. Eko, che ha seguito Jin.
I tre vengono rinchiusi nella stessa buca dove è stato rinchiuso tempo prima Nathan e, dopo essersi accertata che non sono degli Altri, Ana li libera. Arriva quindi il quarantottesimo giorno, lo stesso del precedente episodio, dove i fatti si ricollegano a quest'ultimo: Ana sente Shannon arrivare dalla foresta e le spara al petto, davanti agli occhi stupefatti di Michael, di Jin e di Sayid, che stava seguendo la ragazza.

## Ritrovarsi
- Titolo originale: Collision
- Diretto da: Stephen Williams
- Scritto da: Javier Grillo-Marxuach e Leonard Dick
- Episodio dedicato a: Ana Lucia

### Trama
Sayid, tenendo stretta tra le braccia Shannon, alza lo sguardo e guarda Ana Lucia con la pistola in mano. Furibondo, le si scaglia contro, ma interviene Mr. Eko, che lo mette al tappeto. Ana ordina quindi di legarlo, ma Mr. Eko si rifiuta e, messosi in spalla l'ancora svenuto Sawyer, si dirige al vicino campo dell'altro gruppo di sopravvissuti.
Nel frattempo, Jack gioca a golf con Kate, in seguito ad una sfida lanciata dalla ragazza, quando Mr. Eko li raggiunge, chiedendo dove sia il dottore. Sawyer viene portato al bunker dove John sta facendo il suo turno di guardia e viene curato al meglio da Jack, mentre Mr. Eko si guarda intorno attonito. John gli chiede più volte dove siano i suoi compagni, ma non ottiene risposta.
Nel frattempo, Ana ha fatto legare Sayid e tiene sotto tiro Jin e Michael. Dice poi a quest'ultimo di andare al loro campo e portarle viveri e munizioni. In cambio, otterrà la liberazione di Sayid. Michael va, e arrivato al campo chiede a Sun di portarlo da Jack, che si fa accompagnare da Mr. Eko da Ana Lucia. Intanto Libby e Bernard decidono di lasciarla per dirigersi al campo. Ana fa andare con loro anche Jin, volendo rimanere sola con Sayid. I due confessano che entrambi sono "già morti" per le violenze causate in passato (nei flashback si saprà infatti che Ana, da poco rientrata nel corpo di polizia in seguito ad una sparatoria in cui ha perso il figlio di cui era incinta, cerca il suo aggressore per poi ucciderlo con vari colpi di pistola). Ana, sconvolta dai sensi di colpa per Shannon, decide quindi di liberare Sayid e gli dà la pistola, dicendogli di ucciderla perché se lo merita. Sayid la risparmia, e raccolto il corpo senza vita di Shannon, si dirige al campo.
Al bunker, Kate si occupa di Sawyer e gli sta vicino. L'episodio finisce con Bernard e Jin che riabbracciano finalmente rispettivamente Rose e Sun, e Jack, che raggiunti Ana e Sayid osserva incredulo l'ex-poliziotta, che aveva già conosciuto prima dell'imbarco.
- Altri interpreti: Rachel Ticotin (Teresa Cortez), Michael Cudlitz (Mike Walton), Aaron Gold (Jason).

## Storia di Kate
- Titolo originale: What Kate Did
- Diretto da: Paul Edwards
- Scritto da: Steven Maeda e Craig Wright
- Episodio dedicato a: Kate

### Trama
Viene narrato il motivo per cui Kate era ricercata: aveva ucciso il marito della madre, Wayne (che in seguito si scopre essere il vero padre), e dopo essere stata catturata, riesce a liberarsi e a scappare.
Intanto nell'isola Kate comincia ad avere delle visioni di un cavallo nero, pensando inizialmente che siano dovute alla mancanza di sonno. 
Nella spiaggia si tiene il funerale di Shannon, a cui però Ana Lucia non partecipa. Kate sta medicando Sawyer, quando improvvisamente ha una visione (ovvero le sembra che Wayne abbia preso possesso del corpo di Sawyer, perché questo le dice "Perché mi hai ucciso?") e, spaventata, corre nella giungla. Jack la trova e, mentre cerca di far calmare la ragazza in preda ad una crisi di panico, viene baciato inaspettatamente. Kate si accorge di quello che ha appena fatto e scappa, lasciando Jack immobile e sorpreso in mezzo alla giungla. 
Locke fa vedere il filmato del progetto DHARMA a Michael e Mr.Eko, e successivamente quest'ultimo rivela di possedere le parti mancanti del video.
Kate ritorna da Sawyer e quest'ultimo prende finalmente conoscenza, così la ragazza le fa vedere la stazione cigno. Poi, dopo averlo portato nella giungla, scopre che anche lui riesce a vedere il cavallo della visione. 
Alla fine dell'episodio John ed Eko, dopo avere inserito i pezzi mancanti del filmato, lo riguardano: Il dottor Candle raccomanda severamente di non usare il computer della stazione per nessun altro motivo che non sia inserire il codice ogni 108 minuti. Questo potrebbe comportare un altro grave incidente. Subito dopo questa rivelazione, nell'altra stanza, Michael sta cercando di capire come funziona il computer, quando vede sullo schermo una scritta di saluto; egli risponde presentandosi e scopre che sta parlando con il figlio Walt.
- Altri interpreti: Beth Broderick (Diane), James Horan (Wayne Janssen), Lindsey Ginter (Sam Austen).

## Il salmo 23
- Titolo originale: The 23rd Psalm
- Diretto da: Matt Earl Beesley
- Scritto da: Carlton Cuse e Damon Lindelof
- Episodio dedicato a: Mr. Eko

### Trama
Mr. Eko è sulla spiaggia e vicino a lui si siede Claire con il figlio. I due parlano di religione e la ragazza racconta al nuovo arrivato il fatto che anche se Charlie dichiara di non essere religioso porta con sé una statua della Vergine Maria. Eko si fa portare alla tenda di Claire, dove le mostra il contenuto della statuetta: eroina.
Il racconto si sposta a quando Eko era piccolo. Il ragazzo vive in Nigeria e sta giocando, quando nel suo villaggio arrivano degli uomini che reclutano bambini; questi dicono a suo fratello più piccolo di uccidere un uomo, ma Eko, ancora giovane, interviene e spara lui all'anziano, salvando la reputazione del fratellino. 
Sull'isola Eko va da Charlie che sta pescando con Jin, chiedendo al ragazzo dove ha trovato la statuetta; i due partono verso il Beechcraft. Una volta nella giungla Charlie dice inizialmente di aver trovato la statua vicino ad un albero ma poi, sotto la pressione di Mr. Eko, lo conduce all'aereo. 
Il racconto ritorna alla vita passata di Eko, che è diventato un fuorilegge e minaccia il fratello Yemi, ormai prete, di bruciargli la chiesa se non gli concede l'aereo degli aiuti umanitari per trasportare della droga al di fuori della Nigeria. Mentre Eko e i suoi uomini caricano l'aereo con la droga arriva una camionetta con dei militari e nello scontro a fuoco che ne segue Yemi viene accidentalmente ucciso. Uno dei due sottoposti di Eko sale sull'aereo con il fratello morto e decolla lasciando Eko a terra vestito da sacerdote; gli si avvicina un soldato che gli chiede se sta bene chiamandolo "Padre". 
Sull'isola Eko fa arrampicare Charlie su un albero per vedere meglio l'aereo, quando l'uomo viene improvvisamente attaccato dal fumo nero, del quale però non ha paura. Qualche minuto dopo trovano l'aereo ed Eko fa una cerimonia funebre al fratello, che si scopre essere il trafficante vestito da prete trovato da Locke e Boone. Dà poi una statuetta a Charlie, per sostituire quella distrutta da lui davanti a Claire. Tornato sulla spiaggia, Charlie viene però sbattuto fuori dalla tenda dalla ragazza, che non vuole che lui dorma a fianco a lei e al suo bambino. 
Intanto, Michael continua all'insaputa di tutti a comunicare con Walt attraverso il computer, cosa assolutamente vietata dal progetto DHARMA.     
Più tardi, Charlie dissotterra una buca e aggiunge alle altre statuette già presenti la nuova donatagli da Mr.Eko.
- Altri interpreti: Adetokumboh M'Cormack (Yemi Adulto), Kolawole Obileye Jr. (Eko da giovane), Olekan Obileye (Yemi da piccolo), Pierre Olivier (Ulu), Ronald Revels (bandito), John Bryan (capitano delinquente), Lawrence Jones (soldato), Moumen El Hajji (spacciatore), Achraf Marzouki (assistente dello spacciatore), Ellis St. Rose (anziano), Cynthia Charles (donna nigeriana).

## Linea di confine
- Titolo originale: The Hunting Party
- Diretto da: Stephen Williams
- Scritto da: Elizabeth Sarnoff e Christina M. Kim
- Episodio dedicato a: Jack

### Trama
Un flashback mostra Jack e suo padre ad un colloquio con un paziente. L'uomo, a cui è stato diagnosticato un tumore, vuole essere operato ma il padre di Jack rifiuta, decretando che l'operazione non potrà mai andare a buon fine. Il figlio però, incitato da Gabriela, la figlia dell'uomo, decide di provare comunque.
Sull'isola, Michael mette fuori combattimento John e Jack durante il loro turno di guardia al bunker e, armatosi, si inoltra nella foresta alla ricerca del figlio Walt.
John e Jack, a cui si aggiunge Sawyer, si mettono quindi sulle sue tracce. Kate insiste per seguirli, ma Jack rifiuta, intimandole di rimanere al campo. Anche Jin vuole seguirli, ma Sun lo fa desistere.
Intanto, nel bunker, Hurley confessa a Charlie la propria attrazione per Libby, una ragazza del gruppo dei nuovi arrivati.
Nel fitto della foresta, giunti molto lontano rispetto al campo, Jack, John e Sawyer incontrano gli Altri, che li costringono a consegnare loro le armi e a ritornare al loro campo, tenendo come ostaggio Kate, che stava seguendo di nascosto il trio. Un uomo con la barba, che sembra essere il capo del gruppo, dice che Walt sta bene, rispondendo alla domanda di Jack, e aggiunge che l'isola appartiene a lui e ai suoi compagni, e che loro sono ancora vivi solo grazie alla loro tolleranza, ma se supereranno un'altra volta il confine che li divide, li uccideranno senza pietà.
L'ultimo flashback narra il fallimento dell'operazione al tumore dell'uomo, che ne decreta la morte, e la scelta della moglie di Jack di lasciarlo, perché ormai tra loro non è più come prima, infatti lei lo rimprovera dicendo che lui si dedica troppo al lavoro mentre lei frequenta un altro uomo.
Tornati al campo, Sawyer consola Kate dicendole che avrebbe fatto la stessa cosa se fosse stata al suo posto, e Jack si avvicina a Ana Lucia e le chiede quanto tempo occorre per addestrare un esercito.
- Altri interpreti: John Terry (Christian Shephard), M.C. Gainey (Tom\Membro Degli Altri), Monica Dean (Gabriela), Ronald Guttman (Padre di Gabriela), Julie Bowen (Sarah).

- Curiosita':

Nella doppiaggio originale, i dialoghi tra Monica Dean e Ronald Guttman, interpreti rispettivamente di Gabriela e suo padre, si svolgono in Italiano. 
Nel doppiaggio italiano, i dialoghi in questione sono stati doppiati in Francese.

## Fuoco e acqua
- Titolo originale: Fire + Water
- Diretto da: Jack Bender
- Scritto da: Damon Lindelof
- Episodio dedicato a: Charlie

### Trama
Numerosi flashback raccontano di come il fratello di Charlie, Liam, decida di abbandonare il fratello e la sua band per raggiungere sua moglie e sua figlia, che sono partiti in Australia per stare lontano da lui, ormai sempre più dipendente dalla droga.
Sull'isola, Charlie diventa sempre più geloso del rapporto che si sta creando tra Locke e Claire e Aaron. Nello stesso tempo inizia anche ad avere incubi sempre più frequenti su quest'ultimo, dove sua madre e Claire gli ripetono più volte che Aaron deve essere salvato, sino a quando nel corso di uno di questi si risveglia in piedi sulla riva con il bambino tra le braccia. Hugo lo vede e avvisa Claire e gli altri, che erano alla sua ricerca, che Aaron è lì con Charlie. Questi cerca di spiegare che è stato un incidente, ma Claire, dopo avergli dato uno schiaffo, si allontana con il figlio tra le braccia.
Il mattino dopo Charlie racconta dei suoi sogni a Eko, che ipotizza che Aaron debba essere battezzato.
Charlie prova quindi più volte ad avvicinarsi a Claire per parlargliene, ma la ragazza lo allontana senza dar segno di volere ascoltarlo. Charlie si reca allora da John, e gli chiede di poter mettere una buona parola per lui a Claire, parlandogli anche dei suoi sogni. Locke, dubbioso delle sue parole, gli chiede se si sta ancora drogando. Charlie gli giura che l'eroina è andata distrutta con l'aereo, e che non ve ne è più sull'isola. John gli crede, ma una sera lo segue di nascosto e lo scopre mentre tiene in mano delle bustine prese da una delle statuette che tiene sotterrate. Charlie afferma che stava per disfarsene, ma questa volta John non gli crede e prende con sé tutte le statuette.
Charlie a questo punto è disperato, e dopo aver appiccato un incendio a degli alberi vicino al campo, si avvicina alla culla di Aaron, dove è rimasta solo Claire e il bambino. Charlie prende con sé il piccolo e lo porta alla riva, inseguito da Claire che chiede aiuto. Charlie dice che il bambino va battezzato per essere salvato, come dettogli da Eko, che però afferma di essere stato frainteso. Pressato da tutto il gruppo, Charlie non può fare altro che consegnare il bambino nelle mani di John, che lo restituisce alla madre. Charlie tenta ancora di far capire a Claire le sue ragioni, ma viene colpito violentemente da John e lasciato a terra, mentre tutti si allontanano.
La mattina dopo, Jack si avvicina a Charlie e lo cura, facendosi promettere che non farà più una cosa simile a quella della notte prima.
Intanto, Claire decide di far battezzare sia Aaron che se stessa da Eko, mentre John mette le statuette con la droga nella camera di sicurezza del bunker, mettendo una nuova combinazione.
- Altri interpreti: Neil Hopkins (Liam Pace), Sammi Davis (Megan Pace\Madre Di Charlie), Robin Atkin Downes (Simon Pace\Mr.Pace), Vanessa Branch (Karen Pace).

## Il lupo
- Titolo originale: The Long Con
- Diretto da: Roxann Dawson
- Scritto da: Steven Maeda e Leonard Dick
- Episodio dedicato a: Sawyer

### Trama
Nei flashback, Sawyer sta cercando di truffare una donna con la sua frase "questi non li avresti dovuto vedere", ma questa volta non funziona. La donna, Cassidy, capisce subito che i soldi sono falsi e che la voleva truffare, ma anziché arrabbiarsi chiede a Sawyer di insegnare anche a lei a truffare. Cominciano quindi a truffare insieme, e dopo varie truffe Cassidy rivela a James di avere un patrimonio di $600.000, ottenuti grazie al suo divorzio. Sawyer era però già a conoscenza di questo ed era deciso ad usare questi soldi per un affare con un uomo, che li avrebbe uccisi entrambi. Fa quindi scappare Cassidy, non prima di averle rivelato il suo amore. 
Sull'isola, solo John e Jack sanno la nuova combinazione del bunker, mentre quest'ultimo sta cercando di addestrare un esercito per difendersi dagli Altri, insieme ad Ana Lucia. Intanto, mentre coltiva nel suo orto, Sun viene attaccata alle spalle. In lontananza, Sawyer e Kate odono le sue urla e accorrono: trovano la donna ferita alla testa, incosciente, giacere a terra. Inizialmente si sospetta che siano stati gli Altri, ma Sawyer e Kate decidono di investigare. Scoprono quindi che è stato uno dei sopravvissuti: Kate avanza dei dubbi su Ana Lucia, che vorrebbe che la gente del campo avesse un po' più di coraggio per prendere le armi e creare un esercito, e dice a Sawyer di correre ad avvisare Locke al bunker, poiché Jin, infuriato per le condizioni di Sun, ha chiesto a Jack delle armi. Sawyer va ad avvisare John, che decide di nascondere le armi, lasciando di guardia al computer per il conto alla rovescia Sawyer stesso.
Quando Jack e Jin arrivano alla camera blindata, non trovano niente, se non un divertito Sawyer che li sbeffeggia. Jack raggiunge quindi John al campo, dove siede davanti ad un fuoco. Mentre la folla si avvicina, i due cominciano ad accusarsi l'un altro di aver tradito il patto (non toccare le armi nel bunker), quando sentono tre spari. È Sawyer, che ha incredibilmente trovato le armi e ora regge in mano un fucile. Dice al gruppo, sbigottito, che ora è lui ad avere il coltello dalla parte del manico, e che nessuno potrà toccare le armi se non lui, quindi si allontana aggiungendo che c'è un nuovo sceriffo in città e che loro tutti dovranno farci l'abitudine. 
Più tardi Sawyer è seduto nella sua tenda e Kate lo raggiunge per chiedergli come abbia fatto a scoprire dove Locke aveva nascosto le armi se lui si trovava al rifugio a premere il pulsante, ma non ottiene risposta. Offesa e frustrata per essere stata ingannata per il suo piano insensato, Kate gli chiede allora per quale motivo abbia orchestrato tutto questo. Sawyer le risponde che un lupo non perde mai il vizio: lei è una che scappa, lui è uno che truffa. Durante la notte Sawyer si inoltra nella giungla e si trova faccia a faccia con Charlie. Si scopre che è stato lui a seguire Locke per vedere dove nascondeva le armi, ed è stato lui ad aggredire Sun: Charlie avverte Sawyer che la donna non dovrà mai saperlo. Sawyer lo rassicura, dicendogli che ha altri piani in mente. Per sdebitarsi, tira fuori una delle statuette della Vergine Maria, che Locke aveva nascosto nella camera con le armi e che nascondono la droga, ma Charlie rifiuta, dicendo che quello che voleva lo ha già ottenuto, ovvero l'umiliare John. Prima di andarsene, Charlie chiede a Sawyer come si può organizzare un imbroglio simile. Sawyer lo guarda per qualche istante, ricordando in un flashback di come aveva ingannato la donna che amava, rubandole tutto ciò che aveva, e gli risponde che lui non è una brava persona, e che nella vita non ha mai fatto niente di buono.
- Altri interpreti: Kevin Dunn (Gordy), Beth Broderick (Diane), Kim Dickens (Cassidy Phillips).

## Uno degli altri
- Titolo originale: One of Them
- Diretto da: Matt Earl Beesley
- Scritto da: Carlton Cuse & Damon Lindelof
- Episodio dedicato a: Sayid

### Trama
Dei flashback mostrano alcuni avvenimenti chiave della storia nell'esercito di Sayid.
Al campo, Ana Lucia avvisa Sayid di aver scorto qualcuno tra gli alberi. Sayid le dice di non seguirlo e di non dire niente a nessuno, e si inoltra nella giungla. Vede quindi la Rousseau che gli va incontro, e gli dice che ha catturato uno degli Altri in mezzo alla giungla. Sayid lo porta al bunker, e dopo averlo fatto curare da Jack, con l'aiuto di John inganna il medico e si fa chiudere nella camera blindata con l'uomo. Quest'ultimo dichiara di non sapere chi siano gli Altri, e che è arrivato 4 mesi prima su una mongolfiera con sua moglie, che è morta successivamente in seguito ad una malattia. Sayid non gli crede, e i discorsi sulla sua presunta moglie morta fanno ricordare Shannon all'ex soldato, che comincia a colpirlo violentemente per fargli dire la verità. Jack cerca di costringere John ad aprire la camera, ma questi si rifiuta. Proprio in quel momento però scatta il conto alla rovescia: John dovrebbe andare ad inserire il codice e a premere il pulsante sul computer, ma Jack approfitta del fatto e lo tiene contro il muro, minacciandolo di non lasciargli premere il pulsante se non aprirà la porta. Locke allora cede, e apre la camera, per poi correre ad inserire il codice, ma lo fa con qualche attimo di ritardo: per pochi istanti, sotto lo sguardo attonito di John, compaiono dei geroglifici al posto dei numeri sul timer, prima che ricominci il proprio conto alla rovescia come sempre.
Jack porta fuori un furioso Sayid dalla camera, chiudendosi poi la porta e il prigioniero alle spalle. La sera, sulla spiaggia Sayid racconta a Charlie dell'uomo prigioniero nel bunker e gli confida che è sicuro che sia uno degli Altri, perché non si sente pentito di averlo malmenato.
- Altri interpreti: Michael Emerson (Benjamin Linus), Lindsey Ginter (Sam Austen), Clancy Brown (Kelvin Joe Inman), Marc Casabani (Tariq).

## Maternità
- Titolo originale: Maternity Leave
- Diretto da: Jack Bender
- Scritto da: Dawn Lambertsen Kelly e Matt Ragghianti
- Episodio dedicato a: Claire

### Trama
Claire nota che il bambino ha la febbre alta e uno sfogo sulla pelle. Preoccupata, va da Jack a chiedere cosa possa essere e lui risponde che è una cosa comune che capita ai neonati; invece, la Rousseau le dice che ha un'infezione molto pericolosa. Claire decide allora di andare da Libby per cercare di ricordare qualcosa dei giorni in cui è stata rapita dagli Altri, e così trovare una cura al bambino. La donna comincia allora a ricordare a poco a poco ciò che le è successo, e decide di andare in cerca del luogo dove era tenuta prigioniera, assieme a Kate e Danielle. Dai ricordi di Claire si capisce che gli Altri volevano impossessarsi del suo bambino uccidendola, e che Ethan era riuscito a persuaderla. La notte in cui ciò doveva accadere, una ragazza dagli occhi azzurri le dice di scappare. Claire, incredula, dice che non le vogliono fare del male e si rifiuta quindi di scappare. Allora la ragazza la addormenta e la porta nel bosco lontano dagli Altri. 
Le tre donne trovano il luogo in cui Claire era stata tenuta prigioniera,una centrale DHARMA, ma è stato abbandonato: infatti, non ci sono neanche le medicine per il bambino. Dopo essere uscite, Claire scopre che è proprio grazie a Danielle che lei è salva: infatti la Rousseau la trovò nel bosco, dove cercò di portarla in salvo e, in seguito al suo opporsi, la stordì e la portò in un luogo vicino al campo, dove potesse essere trovata dai suoi compagni. Claire quindi le chiede scusa.
Nel frattempo, al campo, Jack e Locke decidono di non dire al resto dei sopravvissuti che hanno fatto prigioniero un uomo; Mr. Eko inoltre vuole parlare proprio con il prigioniero, al quale racconta che, durante la prima notte dopo la caduta dell'aereo, aveva ucciso due degli Altri, che avevano cercato di rapirlo. L'uomo chiede perché stia dicendo quelle cose proprio a lui, e Mr. Eko risponde che aveva bisogno di dirle a qualcuno.
- Altri interpreti: Michael Emerson (Benjamin Linus), Mira Furlan (Danielle Rousseau), M.C. Gainey (Tom), William Mapother (Ethan), Tania Raymonde (Alex).

## Tutta la verità
- Titolo originale: The Whole Truth
- Diretto da: Karen Gaviola
- Scritto da: Elizabeth Sarnoff e Christina M. Kim
- Episodio dedicato a: Sun

### Trama
Nei vari flashback si vede che Jin e Sun da un anno provano ad avere un figlio ma senza successo, e questo crea dei problemi tra loro. Sun inoltre dice al marito che non capisce perché ci tenga tanto ad avere un figlio che comunque non vedrebbe mai, visto che è sempre via per lavoro, e lo accusa di essersi sporcato le mani di sangue: Jin le risponde che è costretto a fare quello che fa dal padre di Sun, ma che un figlio potrebbe cambiare le cose, potrebbe convincere il suocero a lasciargli fare un lavoro diverso.
Il giorno dopo Sun si reca nella camera d'albergo di Jae Lee che le sta dando lezioni di inglese, ma la donna continua a tenere nascoste a Jin le visite e le lezioni sapendo che lui non approverebbe.
Dopo il fallimento dei vari tentativi di avere un figlio Sun e Jin si recano dal Dr. Kim che dice loro che la donna è sterile: Jin non prende bene la notizia ed esce furioso dallo studio medico.
In seguito Sun rivela a Jae che in realtà è felice della notizia che ha ferito Jin e gli dice inoltre di voler abbandonare la Corea per recarsi in America senza Jin.
Durante una passeggiata con il suo cane, Sun viene fermata dal Dr. Kim che le rivela che in realtà non è lei ad essere sterile ma Jin, e che l'ha tenuto nascosto perché aveva paura della sua reazione.
Nell'isola Sun, dopo un litigio con Jin che le dice di non stare nel posto dove l'hanno precedentemente aggredita e strappa da terra tutte le sue piante, inizia ad avere dei capogiri, per questo chiede un test di gravidanza a Sawyer, e dopo averlo provato insieme a Kate e Jack scopre di essere incinta.
Sun sbalordita dalla notizia è combattuta dal pensiero di riferire o meno al marito Jin il segreto appena scoperto. Locke chiede aiuto ad Ana Lucia per interrogare il prigioniero e farsi dare più informazioni di quante lui, Jack e Sayid potrebbero mai estorcergli. Successivamente Sayid, Ana Lucia e Charlie si mettono alla ricerca della mongolfiera di cui ha parlato Henry durante l'interrogatorio, mentre Sun decide di svelare il suo segreto a Jin, oltre che rivelargli che lui, in teoria, non può avere figli in seguito a delle visite che fecero tempo addietro, ma giura di non averlo mai tradito. L'episodio termina con Henry che dice a Jack e Locke che se fosse stato uno degli Altri avrebbe teso una trappola a Sayid, Ana Lucia e Charlie portandoli in un posto lontano da lì e pieno di vegetazione: esattamente il posto dove si ritrovano i tre ragazzi.
- Altri interpreti: L. Scott Caldwell (Rose), Sam Anderson (Bernand), Michael Emerson (Benjamin Linus).

## Chiusura
- Titolo originale: Lockdown
- Diretto da: Stephen Williams
- Scritto da: Carlton Cuse e Damon Lindelof
- Episodio dedicato a: Locke

### Trama
In dei flashback si vede John, intento a fare colazione con la compagna, Helen. Mentre la donna legge il giornale, comunica tristemente a John che suo padre Anthony è morto. Così John decide di andare al funerale, funzione alla quale partecipano solo lui e Helen. Alla fine di questa, l'uomo dice che lo perdona per tutto ciò che gli ha fatto. 
Nel frattempo, mentre John è nel bunker, sente un'interferenza, arrivato alla fonte di questa, si sente una voce che comincia a fare un conto alla rovescia. Quando termina, delle porte di metallo bloccano la stanza dove si trova Locke, ma lui riesce a mettere un'asta di metallo sotto una di queste. Non riuscendo da solo, però, a sollevare la porta blindata, chiede aiuto al prigioniero Henry Gale, a cui promette che, se lo aiuterà, lui lo proteggerà affinché Jack o Sayid non gli facciano del male. Insieme provano a forzare la porta mettendo vari oggetti, quando si crea lo spazio sufficiente a poter passare, Locke tenta di strisciare sotto la porta, ma questa cede e rimane intrappolato. Così è costretto a dire all'uomo prigioniero del codice da inserire, perché i 108 minuti stavano per scadere.
Mentre è bloccato, John ricorda che il padre in realtà era vivo, e che aveva dovuto fingersi morto perché alcuni uomini lo volevano uccidere a causa di una truffa da 700.000 dollari. Così chiede al figlio di andare a prendere i soldi e portarglieli in un motel prima che egli parta per sempre. Inoltre gli comunica che può tenersi 200.000 dollari. Allora Locke, esitando, va a prendere i soldi, ma quando torna a casa trova in cucina due uomini che dicono di conoscere il padre. Dopo una serie di domande su Anthony a cui Locke risponde un po' impaurito, i due se ne vanno; dopodiché John assicura a Helen che non sa nient'altro del padre: però, quando John va a portargli i soldi, Helen lo segue e capisce ciò che ha fatto. Indignata se ne va e il compagno la insegue supplicando di essere perdonato: con un anello le propone poi di sposarlo, ma lei rifiuta.
Nel bunker l'allarme cessa di suonare, e nella stanza dove è bloccato John si accendono delle luci blu, e davanti a lui viene proiettato uno strano schema, che l'uomo guarda attentamente. Dopo qualche secondo tutto torna alla normalità, le porte blindate si alzano e così Locke è finalmente libero: strisciando, cerca Henry. Dopo averlo trovato lo ringrazia per non averlo abbandonato; proprio mentre i due sono in una stanza, finalmente al sicuro, irrompono Sayid, Charlie e Ana Lucia, che erano andati a cercare la mongolfiera e il corpo della cosiddetta moglie del prigioniero. Assieme a loro ci sono anche Jack e Kate, (i cinque si sono ritrovati davanti a una cassa piena di rifornimenti targati "Dharma") che però non sanno cosa è stato scoperto. Sayid, con la pistola in mano comunica al prigioniero che tutto ciò che ha detto era vero: è stata trovata una mongolfiera e una tomba ma, avendo scavato, nella tomba non c'era il corpo di una donna, ma di un uomo: Henry Gale.
- Altri interpreti: Michael Emerson (Benjamin Linus), Kevin Tighe (Cooper), Andrea Gabriel (Noor 'Nadia' Abed Jaseem), Katey Sagal (Helen), Geoffrey Rivas (Padre Chuck), Theo Coumbis (Jimmy).

## Dave
- Titolo originale: Dave
- Diretto da: Jack Bender
- Scritto da: Edward Kitsis e Adam Horowitz
- Episodio dedicato a: Hurley e Libby

### Trama
Hurley riprende ad avere le visioni che lo perseguitavano quando era rinchiuso in un centro psichiatrico. Erano cessate quando, capendo che Dave, il suo migliore amico, non fosse reale, lo avevano fatto guarire e gli avevano permesso di uscire dal centro, trovarsi un lavoro e vincere alla lotteria con i misteriosi numeri che un degente al centro ripeteva di continuo.
La gente al campo si divide le provviste trovate da Jack e Kate, mentre il prigioniero al bunker confessa a Sayid e Ana Lucia di essere uno degli Altri, senza però aggiungere altro, dicendo che se dicesse loro qualcosa il capo degli Altri lo ucciderebbe.
Più tardi, il prigioniero rivela a John che quando quest'ultimo era bloccato sotto la porta e lui era entrato nel condotto non aveva mai premuto il pulsante. Una volta entrato nella stanza erano spuntati dei geroglifici, proprio come quelli che aveva visto John; successivamente era rimasto a guardare le luci spegnersi, per poi vedere il timer resettarsi da solo a 108 minuti. Informa quindi Locke del fatto che il codice e il pulsante sono solo un'illusione, e che non succederebbe niente nel caso non venisse premuto. L'uomo non gli crede e, visibilmente infastidito, se ne va.
Intanto Hugo sta per buttarsi giù da uno strapiombo, convinto da Dave che in realtà quello che vede non è reale, e che lui è ancora al centro psichiatrico. Libby lo ha però seguito e lo fa rinsavire, baciandolo e facendogli capire che tutto ciò che ha vissuto negli ultimi mesi è reale. Un ultimo flashback mostra Libby nello stesso centro dov'era ricoverato Hurley, anche lei in evidente stato di insanità.
- Altri interpreti: Michael Emerson (Benjamin Linus), Evan Handler (Dave), Bruce Davison (Dr. Brooks), Ron Bottitta (Leonard).

## S.O.S.
- Titolo originale: S.O.S.
- Diretto da: Eric Laneuville
- Scritto da: Steven Maeda e Leonard Dick
- Episodio dedicato a: Rose e Bernard

### Trama
Bernard propone di scrivere nella sabbia un grande SOS, ma Rose, inaspettatamente, si oppone.
Jack decide di raggiungere la "linea di confine" che li divide dagli Altri, per proporre a questi ultimi uno scambio tra il piccolo Walt e il loro prigioniero. Nel frattempo Bernard, scioccato per l'arrendevolezza dei superstiti, rassegnati al fatto di essere costretti a rimanere bloccati sull'isola, mette insieme un gruppo di volontari per tracciare sulla spiaggia una enorme scritta con la speranza che essa possa essere vista da un aereo o da un satellite.
Raggiunto il posto, Jack comincia ad urlare per farsi sentire dagli Altri, ma da questi non riceve alcuna risposta così decide di accamparsi lì con Kate in attesa di qualche loro mossa.
Sulla spiaggia Bernard non solo viene contrastato dalla moglie, ma comportandosi in modo troppo autoritario perde l'appoggio dei pochi volontari unitisi a lui nell'intento. 
Intanto John sta combattendo con se stesso per via della rivelazione del prigioniero, (che ancora si ostina a nascondere il suo vero nome) così decide di allontanarsi dal bunker e dal pulsante per un po', restando in spiaggia. Quando ritorna, Ana Lucia gli comunica che ha premuto il pulsante al posto suo. Scopriamo inoltre che sta disegnando su un foglio di carta quello che ha visto impresso sulla porta quando era schiacciato con la luce ultravioletta accesa: una serie di ramificazioni con dei punti interrogativi.  
Grazie ai flashback di Rose si scopre di come lei e Bernard si fossero incontrati l'anno precedente e di come lei sia affetta da un morbo mortale incurabile. Proseguendo con i flashback Rose ci rivela il motivo per cui la coppia si era diretta in Australia da un curatore che però ammette di non essere in grado di guarire Rose dal suo male e accenna a dei luoghi con speciali campi magnetici come ad esempio il posto in mezzo al deserto dell'"outback" in cui la sua clinica è edificata. La donna però mente al marito dicendogli che è stata guarita, così da mettere il cuore in pace all'uomo. 
Tornando agli eventi sulla spiaggia si vede come Rose si avvicina a un disperato Bernard, ormai solo nella costruzione della scritta, e gli rivela di averle mentito riguardo alla miracolosa guarigione del curatore in Australia ma ammette che, da quando è arrivata sull'isola, sente di essere guarita, attribuendo questo miracolo all'isola e quindi di non essere intenzionata a lasciarla. Bernard così interrompe i lavori rispettando la volontà della moglie. 
Nella giungla è scesa la notte, ma non si fa ancora vivo nessuno. Mentre Kate si scusa con Jack per l'inaspettato bacio di qualche settimana prima, i due sentono qualcuno correre nell'oscurità della notte: è Michael, che, raggiunto il bivacco, cade esanime a terra ai piedi di Jack e Kate.
- Altri interpreti: L. Scott Caldwell (Rose), Sam Anderson (Bernand), Wayne Pygram (Isaac), Michael Emerson (Benjamin Linus), Donna Smallwood

## Due per la strada
- Titolo originale: Two for the Road
- Diretto da: Paul Edwards
- Scritto da: Elizabeth Sarnoff e Christina M. Kim
- Episodio dedicato a: Ana Lucia

### Trama
Nei vari flashback Ana Lucia si dimette come poliziotta ed incontra Christian Shepard, il padre di Jack. Una notte quest'ultimo si presenta ubriaco da lei, invitandola ad accompagnarlo in un posto. L'uomo parla con una donna davanti una porta, sotto gli occhi incuriositi di Ana Lucia. La situazione, però, inizia a degenerare e la ragazza interviene, allontanandolo dalla donna e portandolo via. Successivamente Christian le dichiara che si sente in dovere di chiedere aiuto a Jack, aggiungendo che al suo aiuto gli ha risposto voltandogli le spalle. Ana Lucia gli propone quindi di andare via da Sidney, ma l'uomo afferma che non può più tornare indietro. In aeroporto Ana chiama sua madre e, in lacrime le comunica di voler tornare a casa, aggiungendo che il volo che sta per prendere è l'Oceanic 815.
Sull'isola, Jack e Kate trovano Michael privo di sensi nella giungla. Nel frattempo, Ana Lucia entra nell'armeria e prova a parlare con Henry, che però, inaspettatamente, la aggredisce e tenta di ucciderla, venendo però fortunatamente salvata da Locke. Dopo essersi ripreso, Michael rivela di sapere dove gli Altri nascondono Walt. Ana Lucia è in cerca di vendetta e, rubata una pistola a Sawyer dopo averlo sedotto, attende il momento giusto per rimanere sola nel bunker. Non riesce però ad uccidere Henry, così Michael, che nel frattempo si è alzato dal letto in cui riposava dal suo ritorno, a sorpresa si offre di uccidere il prigioniero al posto della ragazza. Tuttavia, egli spara ad Ana Lucia uccidendola, facendo lo stesso con la accorsa Libby, dopodiché entra nell'armeria e, davanti al prigioniero, si spara ad una spalla. 
- Altri interpreti: John Terry (Christian Shepard), Rachel Ticotin (Teresa), Gabrielle Fitzpatrick (donna), Michael Emerson (Benjamin Linus)

## ?
- Titolo originale: ?
- Diretto da: Deran Sarafian
- Scritto da: Damon Lindelof e Carlton Cuse
- Episodio dedicato a: Mr. Eko

### Trama
Mentre Libby lotta tra la vita e la morte, Eko e John trovano un altro bunker seguendo le indicazioni ricevute in sogno dal fantasma del fratello di Eko. Qui John scopre, tramite un altro filmato del progetto Dharma, che premere il bottone non è obbligatorio per evitare una catastrofe, bensì si tratta solo di un test psicologico. Quindi Locke si deve ricredere, e fa di tutto per convincere Eko a lasciar perdere il pulsante, mentre quest'ultimo si trasferisce nel bunker per sorvegliare la stazione Cigno (il primo bunker). Jack convince Sawyer a mostrare a Kate dove si trovano le armi e l'eroina per non far soffrire Libby, la quale muore comunque mentre Hurley le sta parlando dopo aver pronunciato soltanto la parola "Michael".
- Altri interpreti: Nick Jameson (Richard), Adetokumboh M'Cormack (Yemi), Oliver Muirhead (Buon padre), Melissa Bickerton (Madre di Charlotte), Brooke Mikey Anderson (Charlotte), Peter Lavin (Caldwell), Felix Williamson (Dottore).

## Tre minuti
- Titolo originale: Three Minutes
- Diretto da: Stephen Williams
- Scritto da: Edward Kitsis e Adam Horowitz
- Episodio dedicato a: Michael

### Trama
Mentre vengono allestiti i funerali di Ana Lucia e Libby, viene raccontato tramite flashback ciò che è accaduto a Michael poco dopo essere partito alla ricerca del figlio tenuto in ostaggio dagli Altri, spiegando anche il perché della liberazione di Ben e l'uccisione di Ana Lucia e Libby. Michael era stato costretto dagli Altri a liberare Henry e inoltre consegnare loro quattro suoi compagni. Gli viene consegnata una lista con i nomi di questi ultimi, riportante i nomi di Jack, Kate, Hurley e Sawyer. Se si fosse attenuto alle richieste, gli Altri avrebbero liberato suo figlio, sano e salvo. 
Intanto sull'isola, nonostante la rivelazione alla stazione perla, Eko continua a premere il pulsante nel computer, deciso a trasferirsi nel bunker. 
Charlie butta tutte le statuette piene di eroina, sotto gli occhi soddisfatti di John Locke. 
Sayid sospetta del tradimento di Michael e si confida con Jack, mentre, alla fine dei funerali, viene avvistata in mare una barca a vela.
- Altri interpreti: M. C. Gainey (Tom), Michael Bowen (Danny), April Grace (Signora Clu), Tania Raymonde (Alex).

## Si vive insieme, si muore soli
- Titolo originale: Live Together, Die Alone
- Diretto da: Jack Bender
- Scritto da: Damon Lindelof e Carlton Cuse

Hurley, Jack, Kate, Sawyer e gli Altri su un pontile nell'isola mentre Desmond rilascia tutta l'energia elettromagnetica prodotta dalla stazione Cigno

- Episodio dedicato a: Desmond
- Durata: 88 minuti

### Trama
Sawyer, Jack e Sayid raggiungono la barca giunta al momento del funerale, per trovarvi dentro Desmond. Questo è tornato perché sostiene che nell'oceano esiste solo un'unica isola, quella dei naufraghi. Viene condotto, così, al bunker insieme a Locke. Intanto, Sayid, insieme a Sun e Jin, prende in prestito la barca di Desmond per attaccare e cogliere di sorpresa gli Altri dalla spiaggia. Jack, pur sospettando della trappola di Michael, si incammina con Hugo, Sawyer e Kate all'accampamento nemico. 
In un flashback si capisce che Desmond era stato cacciato e poi arrestato dalle forze armate inglesi per cattiva condotta. Al momento del rilascio, gli viene proposto dal padre della sua fidanzata di allontanarsi da quest'ultima, in cambio di parecchi soldi e un nuovo posto dove vivere. Desmond rifiuta e inizia ad allenarsi per vincere una gara di navigazione intorno al mondo nello stesso stadio dove si recava Jack. Si vede anche Desmond che non avendo soldi riceve aiuto da una donna che gli regala la barca del marito morto da poco: è Libby. 
Sulla barca, Sayid Jin e Sun trovano su una costa dell'isola una statua di un piede con 4 dita. 
Locke e Desmond sono convinti che non digitando il codice nel bunker non accadrebbe nulla, per questo, con uno stratagemma, riescono a chiudere Eko fuori dalla struttura, impedendogli così di premerlo. Ma il prete, con l'aiuto di Charlie, trova della dinamite, con la quale cerca di provocare una voragine nel muro che dà alla sala del computer, rimanendo gravemente ferito. Intanto Jack rivela a Michael che sa del suo piano, ma continuano il viaggio verso gli altri, aspettando il segnale di fumo di Sayid, segno che è pronto ad attaccare il nemico. Ma proprio quando i quattro scorgono il segnale, vengono attaccati con delle cerbottane dagli Altri, incappucciati e catturati. 
In un secondo flashback di Desmond, si vede quest'ultimo nel bunker, in compagnia di Kelvin Joe Inman, ex membro del Progetto DHARMA. Questo gli confida che, se il bottone non venisse premuto, si scatenerebbe una grande attrazione elettromagnetica all'interno della struttura, capace di provocare seri danni. Gli rivela anche l'esistenza di una chiave che, inserita in una serratura situata sotto il pavimento della sala computer, fermerebbe l'attrazione elettromagnetica, nel caso il computer per il codice fosse fuori uso. Kelvin inoltre inganna Desmond per farlo restare nel bunker a guardia del computer, raccontandogli che l'aria dell'isola è irrespirabile. Ma quando Desmond si accorge dell'inganno, pedina Kelvin e lo uccide per sbaglio. Qui poi cade in depressione, ritrovando la felicità quando sente Locke, sopra la botola scoperta, gridare di disperazione per la morte di Boone. Infatti poi fu Desmond ad accendere la luce che Locke scorse dall'oblò della botola. 
Tornando al presente, quando Desmond vuole vedere tutti i documenti che Locke ha trovato al bunker perla, scopre che proprio il giorno (22 settembre 2004) in cui aveva lasciato che il conto alla rovescia del Cigno si esaurisse, l'aereo trasportante Locke e compagni precipitò sull'isola. Qui Desmond ci ripensa e cerca di digitare il codice, ma Locke rompe il computer. Così si vede costretto, allo scadere del conto alla rovescia, a inserire la chiave di emergenza. Tutto ciò comporta un rumore assordante e l'illuminazione improvvisa del cielo. Intanto, nel territorio degli Altri, Hugo viene rilasciato e incaricato da questi a dire ai suoi compagni di non invadere più il territorio altrui; Michael si imbarca, sotto ordine di Ben, con il figlio Walt, lasciando l'isola e Jack, Sawyer e Kate vengono presi dagli Altri per portarli nel loro accampamento. 
Charlie e Claire si baciano, e di Eko e John non c'è traccia. 
Nel finale, due uomini in una stazione artica scovano una forte attrazione magnetica in un luogo non precisato - sicuramente l'Isola, in seguito al termine del conto alla rovescia - e chiamano Penny, la fidanzata di Desmond prima dell'Isola, e dicono: "Forse lo abbiamo trovato".
- Altri interpreti: Henry Ian Cusick (Desmond), Clancy Brown (Kelvin), M. C. Gainey (Tom), Sam Anderson (Bernard), Tania Raymonde (Alex), Michael Bowen (Danny), April Grace (Bea Klugh), Alan Dale (Charles Widmore), Sonya Walger (Penny), Michael Emerson (Ben), Len Cordova (uomo n°1)